# Absdale
Absdale (51° 16′ N, 4° 00′ L) é uma vila dos Países Baixos, na província de Zelândia. Absdale pertence ao município de Hulst, e está situada a 32 km southwest of Bergen op Zoom.
A área de Absdale, que também inclui as partes periféricas da cidade, bem como a zona rural circundante, tem uma população estimada em 150 habitantes.